# Епархия Итапетининги
Епархия Итапетининги (лат. Dioecesis Itapetiningensis) — епархия Римско-Католической церкви с центром в городе Итапетининга, Бразилия. Епархия Итапетининги входит в митрополию Сорокабы. Кафедральным собором епархии Итапетининги является церковь Пресвятой Девы Марии.  

## История
15 апреля 1998 года Римский папа Иоанн Павел II издал буллу «Apostolicum munus», которой учредил епархию Итапетининги, выделив её из apxиепархии Сорокабы и епархи Итапевы.

## Ординарии епархии
- епископ Gorgônio Alves da Encarnação Neto, C.R. — (15.04.1998 — 25.02.2025, в отставке);
- епископ Luiz Antônio Lopes Ricci — (25.02.2025 — по настоящее время)

## Источник
- Annuario Pontificio, Ватикан, 2007
- Булла Apostolicum munus  (лат.)